# Wydział Informatyki Uniwersytetu Kazimierza Wielkiego w Bydgoszczy
Wydział Informatyki Uniwersytetu Kazimierza Wielkiego w Bydgoszczy – jeden z 17 wydziałów Uniwersytetu Kazimierza Wielkiego w Bydgoszczy.

## Historia
Instytut Informatyki powstał 1 października 2019 roku wskutek podziału Instytutu Mechaniki i Informatyki Stosowanej na dwie jednostki: Wydział Mechatroniki oraz Instytut Informatyki. Od roku akademickiego 2022/2023, zarządzeniem Rektora UKW, Instytut funkcjonuje jako Wydział Informatyki.

## Kierunki kształcenia
- informatyka (studia I i II stopnia)[3]

## Struktura organizacyjna
| Jednostka                                          | Kierownik                                 |
| -------------------------------------------------- | ----------------------------------------- |
| Katedra Metod i Narzędzi Przetwarzania Danych      | dr hab. inż. Izabela Rojek, prof. UKW     |
| Katedra Systemów Inteligentnych                    | dr hab. inż. Jacek M. Czerniak, prof. UKW |
| Katedra Teleinformatyki i Systemów Elektronicznych | dr inż. Dariusz Mikołajewski, prof. UKW   |
| Zakład Dydaktyczny WI                              | dr Piotr Kotlarz                          |

## Władze Wydziału
Od roku akademickiego 2022/2023:
| Stanowisko                 | Imię i nazwisko                       |
| -------------------------- | ------------------------------------- |
| Dziekan                    | dr hab. inż. Izabela Rojek, prof. UKW |
| Prodziekan ds. kształcenia | dr Piotr Kotlarz                      |